# Money (Mississippi)
 (février 2018).
Si vous disposez d'ouvrages ou d'articles de référence ou si vous connaissez des sites web de qualité traitant du thème abordé ici, merci de compléter l'article en donnant les références utiles à sa vérifiabilité et en les liant à la section « Notes et références ».
Pour les articles homonymes, voir Money.
Money est une petite ville du nord ouest de l'État du Mississippi bordant la rivière Tallahatchie qui se jette ensuite dans le fleuve Mississippi.
Elle est connue pour avoir été le théâtre du meurtre d'Emmett Till en 1955. Mais elle est également connue pour avoir été la ville natale de l'athlète afro-américaine Willye White médaillée olympique aux JO de Melbourne (1956) et  de Tokyo (1964).